# Oberonia hosei
Oberonia hosei är en orkidéart som beskrevs av Alfred Barton Rendle. Oberonia hosei ingår i släktet Oberonia och familjen orkidéer. Inga underarter finns listade i Catalogue of Life.